# Kirk Langley
Kirk Langley – wieś w Anglii, w hrabstwie Derbyshire, w dystrykcie Amber Valley. Leży 7 km na północny zachód od miasta Derby i 188 km na północny zachód od Londynu.